# Deák Bill Blues Band

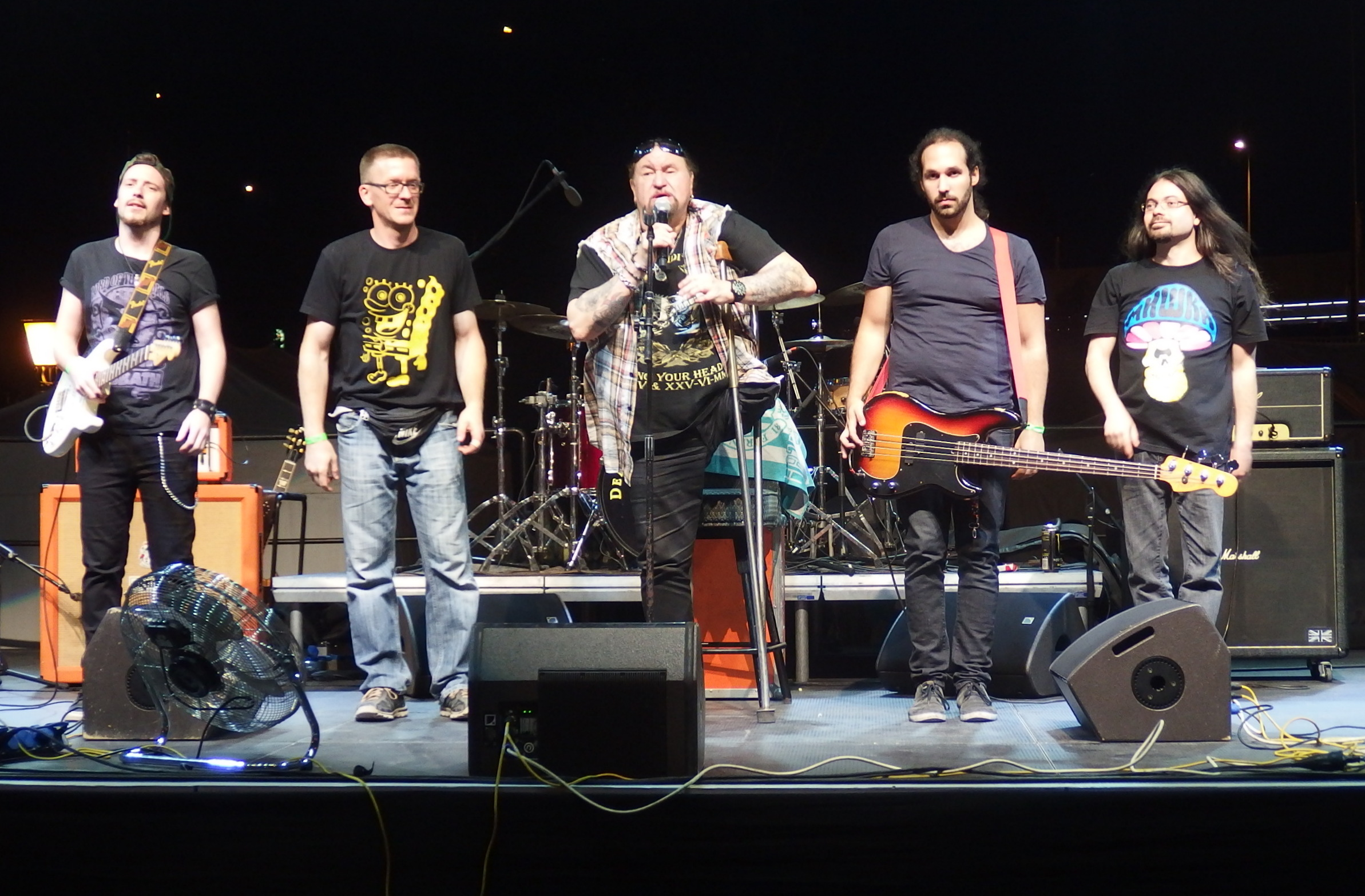
A Deák Bill Blues Band az Óbudai Sörfesztiválon, 2017. június 10.

A Deák Bill Blues Band magyar blues-rockegyüttes. Elsősorban koncertzenekarként működik, a lemezek Deák Bill Gyula szólóalbumaiként jelennek meg, többnyire más zenészek közreműködésével.
A koncertek műsorát a szólólemezek dalai mellett a Deák Bill által énekelt Hobo Blues Band-slágerek alkotják. Állandó koncertdal az elhunyt zenészekre emlékező A zöld, a bíbor és a fekete, amit Bill még a Bill és a Box Company tagjaként énekelt először, majd később a Bencsik Sándor-emléklemezen Vikidál Gyulával, Varga Miklóssal és Tunyogi Péterrel együtt énekelt. Szintén gyakran elhangzik a Zöld csillag című Taurus-dal, Radics Bélára emlékezve, valamint Chuck Berry klasszikussá vált rock and roll-slágere, a Johnny B. Goode.

## Tagok
- Deák Bill Gyula – ének
- Nagy Dénes (gitáros) - gitár
- Takács József – basszusgitár, ének
- Szabó Csaba – dob, ütőhangszerek

Korábbi tagok:
- Horváth Zsolt – billentyűs hangszerek
- Bécsy Bence – gitár, ének
- Fejér Simon – gitár
- Balázs Péter „Dexter” – basszusgitár
- Sárközi Pál – gitár
- Sipeki Zoltán – gitár
- ifj. Tornóczky Ferenc – gitár
- Barán Attila – basszusgitár
- Ispán András – basszusgitár
- Hirleman Bertalan – dob, ütőhangszerek
- Retzler Péter – billentyűs hangszerek
- Szász Ferenc – gitár
- Kató Bálint – dob, ütőhangszerek
- Szabó „Blöró” István - dob, ütőhangszerek